# Kari Tapio
Kari Tapio, pseudonimo di Kari Tapani Jalkanen (Suonenjoki, 22 novembre 1945 – Espoo, 7 dicembre 2010), è stato un cantante finlandese.
Durante la sua carriera, è stato uno dei cantanti più popolari in Finlandia, vendendo oltre 830 000 dischi, diventando il solista della Finlandia che ha venduto più dischi.

## Biografia
Tapio nacque a Suonenjoki, in Finlandia.  Negli anni sessanta Tapio si esibì nella sua città di residenza, Pieksämäki, con delle band locali, gli ER-Quartet e Jami & The Noisemakers. Nel 1966 prese lezioni di canto da Ture Ara.
Tapio era uno dei candidati per rappresentare la Finlandia all'Eurovision Song Contest 2008 con il brano Valaise yö. Alle finali si posizionò secondo e i Teräsbetoni furono scelti per rappresentare la nazione.
Tapio morì per un infarto cardiaco ad Espoo, in Finlandia.

## Discografia
- 1974 - Aikapommi
- 1975 - Nostalgiaa
- 1976 - Klabbi
- 1977 - Kaipuu
- 1979 - Kari Tapio
- 1981 - Jää vierellein
- 1983 - Olen suomalainen
- 1984 - Ovi elämään
- 1986 - Osa minusta
- 1987 - Elämän viulut
- 1988 - Tää kaipuu
- 1990 - Aikaan täysikuun
- 1992 - Yön tuuli vain
- 1993 - Sinitaikaa
- 1994 - Laulaja
- 1995 - Myrskyn jälkeen
- 1997 - Meren kuisketta
- 1998 - Sinut tulen aina muistamaan
- 1999 - Valoon päin
- 1999 - Laulava sydän (con i Vikingarna e Tarja Lunnas)
- 2000 - Bella Capri
- 2001 - Kari Tapio konserttilavalla
- 2001 - Joulun tarina
- 2003 - Juna kulkee
- 2004 - Toiset on luotuja kulkemaan
- 2005 - Paalupaikka
- 2007 - Kuin taivaisiin
- 2008 - Kaksi maailmaa